# Николаев, Анатолий Васильевич
Анато́лий Васи́льевич Никола́ев (14 (27) ноября 1902, Оренбург — 13 февраля 1977, Новосибирск) — советский химик, один из основателей Сибирского отделения Академии наук СССР, первый директор и организатор Института неорганической химии в Новосибирске. Действительный член АН СССР с 1966 года. Известен работами по физико-химическому анализу, физикохимии экстракции.

## Биография
После школы он поступает сначала в Крымский университет, где учится в 1920—1922 гг., переведясь затем в ЛГУ (естественное отделение), который заканчивает в 1924 году. Уже во время учёбы работал на различных химзаводах Ленинграда — на заводе «Ленинская искра», на опытном заводе Государственного института прикладной химии (ГИПХ), в Горно-металлургической лаборатории ВСНХ, в специальной комиссии по изучению естественно-производительных сил России. Ещё студентом активно участвовал в выпуске научных сборников (сборник «Нерудные ископаемые»). В 1931 г. А. В. Николаев, как выдающийся молодой специалист, получает рекомендации известных учёных — академиков А. Е. Ферсмана, В. И. Вернадского, Н. С. Курнакова — на назначение его начальником Кулундинской экспедиции Академии Наук СССР, деятельность которой повлияла на создание важного для промышленности Кучукского сульфатного комбината. С 1934 г. учёный начинает работу в Институте общей и неорганической химии АН СССР в отделе соляных равновесий. Уже в 1935 г. он издаёт собственную монографию «Кулундинские соляные озёра», что позволяет ему в 1936 г. получить учёную степень кандидата химических наук без защиты диссертации, так как в монографии была обоснована новая теория речного сульфатного накопления и генезиса индерских боратов.
В период Великой Отечественной войны А. В. Николаев обращается к изучению образования защитных плёнок на солях, обобщив свои исследования в монографии. В 1944 г. на основе его изысканий были созданы специальные земляные ёмкости для воды, бензина, нефтепродуктов. Ещё в 1941 году учёный становится доктором химических наук за работу «Физико-химическое исследование природных боратов», также оформленную в монографию. Именно эта работа в 1947 году была отмечена премией АН СССР им. В. И. Вернадского.
После Великой Отечественной войны он обращается к вопросам радиохимии. В 1944—1958 гг. — профессор Московского химико-технологического института им. Д. И. Менделеева и, параллельно (1945—1954 гг), — заведующий кафедрой Московского института цветных металлов и золота им. М. И. Калинина. В этот период А. В. Николаев сближается с М. А. Лаврентьевым, становясь членом его «команды», ориентированной на развитие науки в Сибири. Переехав в Новосибирск, в 1957 году он становится директором вновь образованного Института неорганической химии СО АН СССР. Организовывает в нём физико-химические лаборатории, отдел полупроводников (позднее — отдел материалов для микроэлектроники). С 1958 г. — член-корреспондент АН СССР. В 1958—1963 гг. — председатель объединённого учёного совета СО АН СССР по химическим наукам. 1960—1963 гг. — заведующий кафедрой аналитической химии и затем радиохимии НГУ. В начале 60-х гг. А. В. Николаев организовал и возглавил учёный совет по экстракционным процессам при Госкомитете по науке и технике при Совете министров СССР, являясь также заместителем председателя научного совета по гидрометаллургии. С 1966 г. — действительный член АН СССР.
А. В. Николаев активно участвовал в развитии науки и промышленности страны. Он являлся председателем комиссии при СО АН СССР по изучению солевых ресурсов Сибири и Дальнего Востока, организовал в 1967—1968 гг. две экспедиции Института неорганической химии СО АН СССР в соленосные районы Южного Алтая и Восточно-Казахстанской области. Занимался учёный и вопросами атомной промышленности, разрабатывая и синтезируя летучие соединения гафния и циркония на основе бора и его производных. Организовал в Красноярске Институт химии и химической технологии, комплексный отдел по химии в Кемерово. Активно участвуя в научных изысканиях, являлся главным редактором «Журнала структурной химии», «Известий СО АН СССР, Серии химических наук», членом редколлегии международного журнала «Journal of the thermal analysis». В 1972 г. он был удостоен золотой медали ВДНХ за расшифровку электронной структуры экстрагенов и сорбентов методом рентгеновской спектроскопии, в 1977 г. — премии АН СССР им. Н. С. Курнакова.
В последние годы А. В. Николаев обратился к синтезу новых неорганических веществ и материалов, чистых и особо чистых веществ. Развивает производство неорганических фторидов, фторидов благородных металлов, координационных соединений. Являлся пионером создания полностью автоматизированных систем термального анализа, сотрудничая в этом направлении с ведущими научными школами Венгрии (профессор Е. Пунгор, доктор наук Ф. Паулик) и Чехословакии (профессор В. Сотава, доктор Сестак).
Похоронен в Новосибирске на Южном кладбище.

## Основные научные достижения
- 1927—1931 — Открыл мощный пласт солей в Таволжанских озёрах и ввёл их в хозяйственную эксплуатацию.
- 1932—1934 — Разведал и изучил запасы солей на оз. Кучукское, что позволило начать проектирование Кучукского сульфатного комбината (Алтайский край), который вступил в строй в 1958 г.
- 1935—1936 — Создал теорию «речного сульфатного накопления», объяснившую появление в природе залежей сульфатов.
- 1936 — В статье «К физико-химическому изучению индерских боратов» обосновал схему генезиса месторождения, высказал мысль о важной роли водородных связей в строении боратов.
- 1937 — С помощью метода термографии открыл существование боратной перегруппировки, которую теперь называют «перегруппировка Николаева».
- 1940 — Совместно с А. М. Рубинштейном показал, что благодаря термодинамической неустойчивости цис-диаммины платины легко превращаются в транс-диаммины.
- 1944 — Совместно с Л. Г. Бергом и Е. Я. Родэ опубликовал монографию «Термография», которая была настольной книгой целого поколения химиков.
- 1947 — Опубликовал монографию «Физико-химическое изучение природных боратов».
- 1949—1957 — Возглавил исследование радиоактивных элементов, образующихся в результате деления U и Рu (Lа, Ce, Th, Pr). Получил спектрально чистые 147Се, 147Pr. Предложил так называемый буферный метод получения легко фильтрующихся осадков.
- 1957 — Возглавил исследования в области химии и физикохимии экстракционных процессов. Эти методы нашли применение в промышленности.
- 1959—1962 — Совместно с сотрудниками предложил новый класс экстрагентов — производных пиридин- и сульфоксидов — для экстракции иона уранила из водных растворов. Предложил в качестве экстрагента хлорэкс (b, b'-дихлордиэтиловый эфир), который совместно с сотрудником Б. И. Пещевицким применил в промышленных масштабах для получения сверхчистого золота — 99,9999 %.
- 1961 — Совместно с сотрудниками издал учебное пособие для высшей школы «Защита от радиоактивных излучений», сыгравшее важную роль при подготовке квалифицированных специалистов.
- 1965—1975 — Совместно с сотрудником Л. М. Гиндиным изучил ионообменную экстракцию. Был выяснен механизм процесса и построены ряды экстрагируемости катионов. Внедрил ряд экстракционных процессов для получения особо чистых металлов на Норильском горно-металлургическом комбинате.
- 1967—1970 — Совместно с А. А. Опаловским выполнил цикл работ по синтезу и термографическому исследованию неорганических фторидов. Разработал аппаратуру для термического анализа быстропротекающих реакций (вспышка, горение), в которой использовал малоинерционные термопары с покрытием из нитрида бора.
- 1969 — Совместно с соавторами опубликовал «Краткий курс радиохимии».
- 1970—1972 — Возглавил цикл исследований, посвящённых расшифровке электронной структуры экстрагентов и сорбентов методом рентгеновской спектроскопии.
- 1975 — Совместно с И. И. Яковлевым опубликовал монографию «Клатратообразование». Открыл существование клатратных гидратов в системе экстрагент-вода[3].

## Память
Имя учёного присвоено Новосибирскому институту неорганической химии; в его честь названа улица в Новосибирском академгородке, учреждена премия им. А. В. Николаева для молодых учёных СО РАН.